# Limenitis jezoensis
Limenitis jezoensis är en fjärilsart som beskrevs av Matsumura 1919. Limenitis jezoensis ingår i släktet Limenitis och familjen praktfjärilar. Inga underarter finns listade i Catalogue of Life.